# Вилађо Пергуза
Вилађо Пергуза је насеље у Италији у округу Ена, региону Сицилија.
Према процени из 2011. у насељу је живело 953 становника. Насеље се налази на надморској висини од 698 м.